# أناستاسيا مارتيوشيفا
أناستاسيا فاسيليفنا مارتيوشيفا (الروسية: Анастасия Васильевна Мартюшева ؛ ولدت في 17 مارس 1995) لاعبة تزلج روسية. مع أليكسي روغونوف ، هي بطلة بطولة أندريه نيبيلا التذكاري  لعام 2012 ، وبطل بطولة الدوران الذهبي زغرب مرتين (2010 ، 2011) ، والميدالية الفضية العالمية للناشئين لعام 2009. كما فازت في الثنائي بالميداليات البرونزية الوطنية الروسية لعام 2012 وأبطال الشباب لعام 2009.

## روابط خارجية
- أناستاسيا مارتيوشيفا / أليكسي روجونوف في الاتحاد الدولي للتزلج